# لانکین (داکوتای شمالی)
لانکین(به انگلیسی: Lankin) شهری در ایالت داکوتای شمالی کشور ایالات متحده آمریکا است که جمعیت آن در سرشماری سال ۲۰۱۰ میلادی، ۹۸ نفر بوده‌است.